# 柳田勝
柳田 勝（やなぎだ まさる、1969年11月17日 - ）は、茨城県真壁郡協和町（現在の筑西市）出身のライフル射撃選手。バルセロナ五輪、アトランタ五輪、シドニー五輪、アテネ五輪代表。茨城県立下館第一高等学校、明治大学農学部卒業。筑波大学大学院体育学研究科修士課程修了。

## 略歴
- 1992年 初の五輪出場。バルセロナオリンピックのエアライフルで18位。
- 1996年 アトランタオリンピックのエアライフルで22位、スモール・ボア・ライフル3姿勢で28位、スモール・ボア・ライフル伏射で42位。
- 2000年 シドニーオリンピックの10mエアライフルで34位。
- 2003年 ワールドカップ杯で31位。
- 2004年 アテネオリンピックの10mエアライフルで9位、50mライフル伏射で24位、50mライフル3姿勢で34位。